# Katarzyna Groniec
Katarzyna Groniec (Zabrze, 22 febbraio 1972) è una cantante polacca.

## Biografia
Katarzyna Groniec è salita alla ribalta con la sua vittoria al festival dei giovani talenti di Poznań nel 1988. Nel corso degli anni '90 si è concentrata prevalentemente su opere teatrali, recitando regolarmente al teatro Buffo di Varsavia.
Nel 1999 ha pubblicato il suo primo album, W dzień Bożego narodzenia, in collaborazione con Michał Bajor, mentre l'anno successivo il suo primo disco come solista, Mężczyźni, ha raggiunto la 10ª posizione della classifica polacca. Nel 2002 il suo album successivo Poste restante le ha regalato il miglior piazzamento della sua carriera con il suo picco al 6º posto.
È stata spostata con l'attore Olaf Lubaszenko con il quale ha avuto una figlia.

## Discografia

### Album in studio
- 1999 – W dzień Bożego narodzenia (con Michał Bajor)
- 2000 – Mężczyźni
- 2002 – Poste restante
- 2004 – Emigrantka
- 2007 – Przypadki
- 2011 – Pin-up Princess
- 2014 – Wiszące ogrody
- 2018 – Ach!

### Album dal vivo
- 2008 – Na żywo
- 2009 – Listy Julii
- 2015 – Zoo z piosenkami Agnieszki Osieckiej

### Raccolte
- 2007 – Moja kolekcja
- 2015 – Przeboje

### Singoli
- 2000 – Dzięki za miłość
- 2001 – Koi, rani
- 2001 – Tango z pistoletem
- 2001 – Ja nie chcę wiele (con Michał Żebrowski)
- 2002 – Bez księżyca
- 2002 – Libertango
- 2004 – List do wroga
- 2007 – Będę z Tobą
- 2007 – Poniedziałek
- 2011 – Pin-up Princess
- 2012 – Podaj dalej
- 2015 – Kroliczek
- 2018 – Nie kocham